# HMS Welshman (M84)
La HMS Welshman (M84) è stata un posamine classe Abdiel della Royal Navy. Costruita nei cantieri Hawtorn Leslie, venne impostata l'8 giugno 1939, varata il 4 settembre 1940 e ed entrò in servizio il 25 agosto 1941. Durante la seconda guerra mondiale servì con la Home Fleet eseguendo operazioni di posa di mine, prima di essere trasferita alla Mediterranean Fleet nella metà del 1942 per far parte dei convogli diretti a Malta. Partecipò anche all'operazione Torch prima di essere colpita da un siluro e affondata presso Tobruch dal sottomarino tedesco U-671 con la perdita di 157 vite.

## Servizio

### Home Fleet, 1941-1942
Entrata in servizio nella fine agosto del 1941, la Welshman navigò verso Scapa Flow per unirsi alla Home Fleet, prima dell'assegnazione al 1st Minelaying Squadron a Kyle of Lochalsh in settembre. Condusse operazioni di posa di mine nelle acque al largo della Scozia occidentale prima di essere distaccata in dicembre per lo spiegamento nel golfo di Biscaglia.
Nel gennaio 1942 trasportò scorte e personale a Gibilterra, Freetown e Takoradi prima del dispiegamento presso lo stretto di Dover ai primi di febbraio per posare mine lungo le rotte che era più probabile fossero usate nel caso di uno sfondamento da parte delle navi da battaglia tedesche Gneisenau e Scharnhorst. Dopo un riequipaggiamento, la Welshman riprese le operazioni di posa di mine nel Golfo di Biscaglia in aprile. 

### Force H, 1942-1943
Nel maggio del 1942 navigò verso il Mediterraneo per unirsi alla Force H nei convogli di Malta. L'8 maggio la Welshman salpò da Gibilterra camuffata da cacciatorpediniere francese, con 240 tonnellate di scorte e personale della RAF a bordo, nell'operazione Bowery. Fu avvistata da un aereo nemico il giorno seguente, ma il suo camuffamento funzionò. Entrando al Porto Grande a Malta il 10 fece esplodere due mine con i suoi paramine, subendo qualche danno. Ritornò a Gibilterra il 12 e salpò per il Regno Unito per riparazioni presso gli stabilimenti Yarrow a Scotstoun, facendo ritorno a Gibilterra alla fine del mese. 
L'11 giugno la Welshman salpò per Malta come parte di un convoglio di rifornimento nell'operazione Harpoon. Il giorno seguente lasciò il convoglio e proseguì da sola. Dopo aver scaricato il suo carico a Malta il 15 si riunì al convoglio che era sotto pesante attacco da parte degli aeroplani dell'Asse e delle navi da guerra Italiane. Il giorno dopo fece ritorno a Malta con i due mercantili superstiti e la loro scorta. La nave poi tornò a Gibilterra e in seguito a Scotstoun per riparazioni.
Il 13 luglio la nave si ricongiunse alla Force H a Gibilterra, salpando per Malta ancora una volta nell'operazione Pinpoint il giorno seguente. Arrivò a Malta il 16 e tornò a Gibilterra il 21, nonostante i tentativi da parte delle navi e degli aerei italiani di intercettarla. 
In agosto prese parte a un altro convoglio di Malta ferocemente contrastato - l'operazione Pedestal. Arrivò il 16, poi fu trasferita al Mediterraneo orientale in settembre. In ottobre fece un altro viaggio a Malta con la Force H, consegnando aeroplani nell'operazione Train, e ritornò a Gibilterra il 2 novembre. La Welshman poi offrì supporto agli sbarchi alleati in Nord Africa nell'operazione Torch. In dicembre condusse operazioni di posa di mine al largo di Haifa. 
Nel gennaio 1943 la Welshman trasportò scorte, incluse 150 tonnellate di patate da seme a Malta, prima di effettuare operazioni di posa di mine nel canale di Skerki, lungo la rotta di evacuazione dell'Asse dalla Tunisia. Trasportò anche truppe da Beirut a Famagosta, Cipro.

### Affondamento
Il 1º febbraio 1943 mentre trasportava scorte e personale a Tobruch fu colpita da un siluro lanciato dall'U-617, comandato da Albrecht Brandi. Affondò due ore dopo, a est di Tobruch alle coordinate 32°12′N 24°52′E. I sopravvissuti furono tratti in salvo dai cacciatorpediniere Tetcott e Belvoir e portati ad Alessandria.